# 基本政策閣僚委員会
基本政策閣僚委員会（きほんせいさくかくりょういいんかい）とは、閣議の前に主要閣僚による政策協議を行い、閣僚を先頭に課題を調整することによって、政治主導を行うとする鳩山由紀夫内閣の政権構想である。

## 沿革
- 2009年9月28日 - 初会合を総理大臣官邸で開く。
  - 出席した国務大臣：
- 鳩山由紀夫 内閣総理大臣
- 菅直人 副総理兼国家戦略担当大臣
- 藤井裕久 財務大臣
- 平野博文 内閣官房長官
- 福島瑞穂 内閣府特命担当大臣（消費者及び食品安全、少子化対策、男女共同参画）
- 亀井静香 内閣府特命担当大臣（金融担当）、郵政改革担当大臣